# 夏川ひかる
夏川 ひかる（なつかわ ひかる、1980年8月16日 - ）は、日本の元AV女優。東京都出身。
身長：163cm　スリーサイズ：B:85、W:60、H:89。

## 人物
- 趣味：スノボー
- 特技：書道[1]
- 初体験：18歳の時[2]
- 経験人数：4人

## 略歴
- 1999年7月 - 『純生姫』でAVデビュー。
- 2000年2月 - 『SEXUAL セールスレディー～バイブに魅せられて～』で引退

## 作品

### アダルトビデオ
- 純生姫（1999年7月31日、h.m.p）
- 禁じられたおしゃぶり（1999年8月25日、h.m.p）
- 愛のピストン・ハニー（1999年9月26日、h.m.p）
- 女子校生・ただいま絶頂中!（1999年10月21日、h.m.p）
- 微笑みはフェロモンの香り（1999年12月24日、アトラス21）
- Hな気分で幸せを （2000年1月30日、アトラス21）
- SEXUAL セールスレディー～バイブに魅せられて～（2000年2月24日、アトラス21）